# مازا
مازا (به مجاری:  Máza) یک منطقهٔ مسکونی در مجارستان است که در ناحیه کوملو واقع شده‌است.